# 彼德·狄曼斯
彼德·狄曼斯（1850年5月13日—1919年1月21日）是美國19世紀的開拓者。藉著他的推動，使佛羅里達州Pinellas半島一帶發展起來。而座落於這裡的聖彼得堡市亦以彼德·狄曼斯的家鄉俄羅斯聖彼得堡來命名。

## 早年生活
彼德·狄曼斯是俄國人，在俄羅斯西部特維爾省的富裕家庭，自小便接受貴族式的教育，故自幼崇尚自由主義思想。少年時參加帝俄的皇軍，由於作風爽直，他曾表達對當時沙皇統治不滿的意見。在1881年，沙皇亞歷山大二世遇刺身亡，彼德·狄曼斯為免受牽連，便逃離俄國，輾轉到美國生活。

## 移居美國

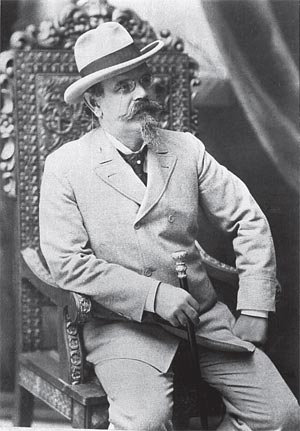
彼德·狄曼斯

移居美國紐約後，他將自己改名為「彼德·狄曼斯」(Peter Demens)，隨後他搬家到佛羅里達州從事林業工作，其後他獲得經營提供火車鐵軌枕木的特許權，並透過替其三個財政伙伴作保，彼德·狄曼斯完成開鑿由St. Johns River下游至Lake Apopka的通道，並將鐵路伸延120英里直至Pinellas半島。在1888年6月8日第一班火車抵達這個位於Pinellas半島南部的火車總站。

## 聖彼得堡市的命名
由於當時這個火車總站形在位置的地區並無正式官方地名，彼德·狄曼斯和購買該地區的約翰·C·威廉斯便商議為該地區命名。
相傳當時二人擲硬幣決定，結果由彼德·狄曼斯贏了，他為了紀念他的出生地俄國聖彼得堡(Sankt-Peterburg)，所以將該地區命名為聖彼得堡(St. Petersburg)。不過，猜輸的約翰·C·威廉斯亦將該市第一間酒店命名為底特律酒店(The Detroit Hotel)，以紀念他的出生地底特律。

## 參看
- 聖彼得堡市